# Jonathan Bourdon
Jonathan Bourdon (Charleroi, 3 september 1981) is een Belgische voetbaldoelman die sinds 2011 voor de Belgische vierdeklasser FC Charleroi uitkomt. Voordien speelde hij voor KVC Westerlo van 1999 tot 2006.
Hij is 1,80 m groot en weegt 71 kg. De voormalige belofteninternational vertrok toen Ronny Gaspercic naar Westerlo kwam. Nadien vond Bourdon met derdeklasser RACS Couillet een club in zijn streek. De doelman speelde voordien ook bij Bierceé en Sporting Charleroi.
Jonathan tekende op 13 mei 2008 een contract dat hem in de toekomst bindt aan KSV Roeselare. In 2010 vertrok hij naar Olympic Charleroi, een jaar later verhuisde hij naar FC Charleroi.